# Estandarte de Connacht

O estandarte/Bandeira de Connacht

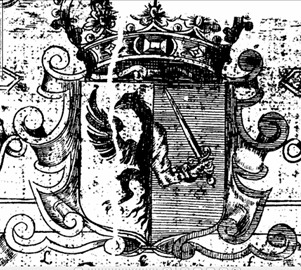
De 1651 as Armas de Connacht

O Estandarte (bandeira) de Connacht é o brasão de armas de Connacht, um dimidiated  (brasão dividido ao meio de cima para baixo) entre águia e mão armada. O brasão esta registrado como tal em um mapa de Galway, datado de 1651, agora na biblioteca do Trinity College, em Dublim. Este brasão de armas está retratado também no  Schottenkloster (Mosteiro Irlandês), fundado em Regensburg, Baviera , no século XI.

## História
A questão de como o brasão de Schottenkloster localizado no coração do Sacro Império Romano-Germânico veio a ser associado com a província de Connacht, na Irlanda? Uma possível resposta a esta pergunta pode ser encontrada no Vaticano, no Ms 11000 que contém um destacado obituário de eclesiásticos, políticos e governantes irlandeses, cujos registros foram gravados localmente, aparentemente, sobre a base dos benfeitores de ‘’Schottenkloster’’, em Regensburg. Na seção da referida necrologia intitulada "Reis", a entrada inicial relaciona-se com Donnchadh e Domhnall Mac Carthaigh, governantes de Desmond, a quem o brasão do Schottenkloster foram, aparentemente, conectados, presumivelmente, como ‘braços de carinho’. Assumido que os braços do Schottenkloster foram do mesmo modo concedidos ao outros reais benfeitores observados na necrologia, em seguida, uma explicação das origens das armas da província de Connacht, começa a emergir porque a entrada final na necrologia refere-se a Ruaidhrí  Conchobhair, Rei de Connacht e último Alto Rei da Irlanda.

## Presente forma e utilizações
A bandeira de Connacht geralmente é exibida ao lado de bandeiras de Leinster, Munster e Ulster, ou ainda como parte da bandeira das Províncias da Irlanda.
O estandarte é a bandeira oficial do Connacht também no Gaelic Athletic Association e da Equipe de Rugby.

Quatro Províncias Bandeira da Irlanda
Irlanda Rugby Union
Arqueiros de RugbyArqueiros de Rugby